# Jawbreaker (группа)
Jawbreaker — американская панк-рок-группа, которая была активна с 1986 по 1996 год и вновь активизировалась с 2017 года. Группа считается чрезвычайно влиятельной в жанрах эмо и панк 1990-х годов благодаря своему «поэтическому взгляду на хардкор». Их влияние на панк-сцену возросло и побудило некоторых критиков назвать Jawbreaker лучшей панк-рок-группой 1990-х годов.
Ведущий вокалист и гитарист Блейк Шварценбах, басист Крис Бауэрмейстер и барабанщик Адам Пфалер сформировали группу во время учебы в Нью-Йоркском университете, позже переехав в Лос-Анджелес, где они выпустили свой дебютный альбом Unfun (1990 г.) на независимом лейбле звукозаписи Shredder Records. Снова переехав в Сан-Франциско в следующем году, они выпустили альбом 1992 года Bivouac через звукозаписывающую компанию Tupelo и лейбл Communion.
Харизма Шварценбаха и личные, полные разочарования тексты помогли ему стать культовым идолом, даже несмотря на то, что он перенёс операцию по удалению болезненных, угрожающих голосу полипов из своего горла. Jawbreaker гастролировали с группой Nirvana в 1993 году и выпустили альбом 24 Hour Revenge Therapy в 1994 году, привлёкший внимание крупных лейблов. Они подписали контракт на 1 миллион долларов с DGC Records и выпустили альбом 1995 года Dear You, но его более отточенное продюсирование и плавный вокал вызвали значительную негативную реакцию основной аудитории группы. Внутренняя напряжённость привела к роспуску группы в 1996 году, и Шварценбах неоднократно заявлял, что воссоединения никогда не произойдёт. Тем не менее, группа объявила о воссоединении в апреле 2017 года, и в настоящее время они находятся в процессе записи продолжения Dear You.
После распада участники Jawbreaker активно участвовали в других проектах, включая Jets to Brazil и Whysall Lane. Пфалер продолжал выпускать ранее записанный материал Jawbreaker на своём лейбле Blackball Records, и общественный интерес к группе сохранялся отчасти из-за того, что поп-панк и эмо-группы, входящие в национальные чарты, открыто были обязаны звучанию Jawbreaker. В 2004 году Пфалер лицензировал вышедший из печати альбом Dear You у материнской компании DGC — Geffen Records и переиздала его, получив положительные отзывы. С тех пор были выпущены ремастированные версии остальной части каталога группы.

## История

### Образование и альбомUnfun(1986—1990 гг.)
До создания Jawbreaker Блейк Шварценбах и Адам Пфалер были друзьями детства в Санта-Монике, штат Калифорния, и одноклассниками в средней школе «Crossroads». В 1986 году они переехали в Нью-Йорк, чтобы поступить в Нью-Йоркский университет, и решили создать группу. В поисках басиста они откликнулись на объявление, размещённую в кампусе Крисом Бауэрмейстером. «Это была не просто ксерокопия, — вспоминал позже Пфалер, — это было что-то, что он нарисовал, вроде плаката. Всё было раскрашено, и в нём были названы все нужные группы». Трио начало репетировать вместе в Giant Studios на Шестой авеню, со Шварценбахом на гитаре и Пфалером на барабанах. «Какое-то время мы были вдвоём, пытаясь разобраться друг в друге в этой часовой комнате», — вспоминает Шварценбах, — «Мы прошли через множество перевоплощений, прежде чем зазвучали хоть сколько-нибудь похоже на ту группу, которой мы стали. Я рад, что мы не играли вживую тогда очень много, потому что мне пришлось пройти через свою „хардкорную фазу“». За это время они попрактиковались с несколькими вокалистами и сменили несколько названий, в конце концов остановившись на Rise.
Осенью 1987 года Шварценбах, Пфалер и Бауэрмейстер взяли отпуск в колледже и переехали в Лос-Анджелес, чтобы продолжить карьеру в качестве Rise, пригласив к себе в группу друга детства Бауэрмейстера Джона Лю в качестве ведущего вокалиста. Однако всё изменилось, когда Шварценбах написал и спел «Shield Your Eyes» для демо-версии группы. Это была первая запись, на которой он пел, и позже он отметил, что это «в некотором роде определило, куда мы пойдём как группа». По словам Лю, «это была песня, в которой всё сработало. Вокальные аранжировки. Текст песни. Это была идеальная работа. Но, к моему несчастью, я как бы ощетинился против этого. Я подумал: „Это потрясающе, и я не думаю, что смогу сделать что-то подобное“». Вскоре группа сменила название на Jawbreaker, и Шварценбах, Пфалер и Бауэрмейстер решили продолжить как трио со Шварценбахом на вокале. Бауэрмейстеру было поручено сообщить Лю, что он больше не состоит в группе, что оказалось неловким, поскольку они были соседями по комнате. «Сейчас я спокойно отношусь к этому», — размышлял Лю в 2010 году, — «это было на пользу всем. Но в то время была некоторая горечь».
«Shield Your Eyes» была первой песней Jawbreaker, выпущенной на 7-дюймовом виниловом сборнике The World’s in Shreds Volume Two на независимом лейбле звукозаписи Shredder Records. За этим последовал сингл «Busy» и мини-альбом Whack & Blite 7" в 1989 году. В общей сложности Jawbreaker написал почти 20 песен в 1988 и 1989 годах, многие из которых появились на сборниках и сплит-синглах в течение следующих двух лет. Группа отыграла своё первое шоу 16 марта 1989 года в клубе 88 в Лос-Анджелесе и записала свой дебютный альбом Unfun за два дня в Венисе в январе 1990 года. Выпущенный на лейбле Shredder, его поп-панк-звучание отличалось интенсивностью лирики и вокала Шварценбаха.
Мы были забиты до полусмерти. Мы расстались в конце тура, потому что, ну, а почему бы и нет? Мы разъезжали в фургоне Криса, сзади был раскладной кожаный диван, летом кондиционера не было. К концу мы практически вцепились друг другу в глотки. Так что это было что-то вроде: "К чёрту всё это, давай покончим с этим. Это безумие".
Летом 1990 года Jawbreaker отправились в тур «Fuck 90» с хардкор-группой Econochrist, который оказался изнурительным опытом, из-за которого группа ненадолго распалась. «Это было примерно два месяца летом для совершенно неизвестной группы», — по словам Шварценбаха. «В том туре у нас было, наверное, шесть отличных концертов. Затем было, может быть, 25 совершенно незапоминающихся концертов в метал-клубе во Флориде». Бауэрмейстер перестал разговаривать с Пфалером и Шварценбахом, когда турне достигло Канады, а до него оставалось ещё несколько недель. К концу тура напряжённость в отношениях между участниками возросла до такой степени, что они объявили о распаде группы. Шварценбах и Бауэрмейстер вернулись в Нью-Йоркский университет, чтобы получить дипломы, и редко разговаривали друг с другом.

### Переезд группы иBivouac(1991—1992 гг.)
Пфалер быстро пожалел о разрыве, в то время как Шварценбах и Бауэрмейстер в конце концов помирились в Нью-Йорке. Трио решило продолжить работу в качестве Jawbreaker и переехать в Сан-Франциско, где они уже заслужили признание местных групп Econochrist и Samiam. В 1991 году они переехали в жилой комплекс в районе Мишн; Пфалер и Шварценбах жили в квартире напротив Бауэрмейстера, Лэнса Хана из J Church и роуди Рауля Рейеса. Они записали свой второй альбом Bivouac с инженером звукозаписи Билли Андерсоном, и он был выпущен в 1992 году на местных лейблах Tupelo Recording Company и Communion Label. Пфалер описал альбом как «разнообразный и амбициозный», отметив, что на его окончание «ушла целая вечность» и «Я думаю, мы пытались что-то доказать этой записью. Мы определённо растягивались».
К моменту выхода альбома Bivouac у Шварценбаха на горле образовался полип, из-за чего он потерял голос на сцене. Когда группа пересекла Соединённые Штаты, чтобы вылететь из Нью-Йорка в европейское турне, у него начались серьёзные проблемы с вокалом. Хотя это состояние причиняло ему сильную боль во время пения, угрожало его голосу и потенциально могло привести к летальному исходу, если бы полип лопнул или застрял у него в горле, группа всё равно решила отправиться в европейское турне. «Тот период казался мне действительно трудным для меня, потому что пение вызывало у меня серьёзные физические трудности», — вспоминает Шварценбах, «Каждый день был полон страха, когда приходилось стоять там и смотреть, что произойдёт. Но было уже слишком поздно. Мы должны были играть, иначе мы разорили бы наших друзей». К тому времени, когда группа добралась до Ирландии, состояние Шварценбаха ухудшилось, и тур был приостановлен, пока ему делали операцию по удалению полипа. Тур возобновился неделю спустя. В августе 1992 года Jawbreaker был замечен журналом Spin, когда журнал опубликовал рассказ под названием «California Screamin'», в котором документировалась панк-сцена Ист-Бэй.

### 24 Hour Revenge Therapyи подписание контракта с DGC (1993—1994 гг.)
Вернувшись в Сан-Франциско, Пфалер и Шварценбах остались без крова и некоторое время спали в гастрольном фургоне группы. Вскоре они нашли новое жильё, и Шварценбах переехал в близлежащий Окленд, где начал писать тексты для третьего альбома группы 24 Hour Revenge Therapy. Jawbreaker отправились в Чикаго в мае 1993 года и записали бо́льшую часть альбома с инженером Стивом Альбини, хотя продюсирование альбома официально «приписывается» Флуссу, коту Альбини. В августе того же года они записали ещё три трека с Билли Андерсоном в Сан-Франциско, и альбом был выпущен в начале 1994 года на лейбле Tupelo/Communion. Музыкальный журналист Энди Гринвальд и Тревор Келли из Alternative Press называют его самым любимым альбомом поклонников группы. «24 Hour Revenge Therapy, возможно, лучший альбом Jawbreaker», — пишет Гринвальд, — «но он также, безусловно, самый любимый, лучший пример врождённой способности Шварценбаха сочетать пьянящее, блюзовое сожаление The Replacements с развязным отношением Гилмана к стрит-панку». Когда дублированные копии альбома начали распространяться в конце лета 1993 года, группа начала приобретать преданных поклонников.

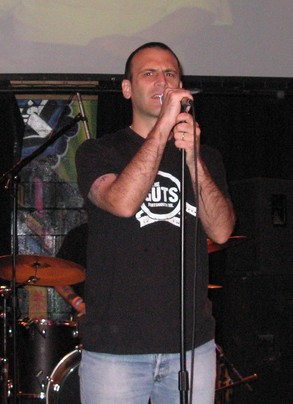
Бен Уизел был одной из фигур в панк-рок-сообществе, открыто критиковавших подписание Jawbreakers контракта с DGC.

В октябре 1993 года, перед выходом альбома 24 Hour Revenge Therapy, Jawbreaker попросили выступить на разогреве у Nirvana на шести концертах их тура In Utero. Фанаты возмутились этим, опасаясь, что это приведёт к тому, что Jawbreaker — любимая независимая группа — подпишет контракт с крупным лейблом DGC Records, с которым у Nirvana был контракт. «Я думаю, нам повезло с 24 Hour Revenge Therapy», вспоминает Шварценбах, «Но у нас всё ещё есть кое-какие недостатки. Даже в тот момент были люди, которые не считали нас особенно панк-рокерами, поскольку некоторые люди практиковали это. Однако я не думаю, что был какой-то серьёзный откат назад, пока мы не отправились в турне с Nirvana. Официально с этого всё и началось». По словам Пфалера: «Люди действительно обрушились на нас за то, что мы отправились в турне с Nirvana. Они действительно восприняли это как: „Ладно, поехали. Это первый шаг. Следующее, что происходит, — это то, что кто-то из лейбла видит их, и они раскупаются“. Что в некотором роде и произошло».
После выхода альбома 24 Hour Revenge Therapy в феврале 1994 года Jawbreaker получили предложения о контрактах от крупных звукозаписывающих лейблов. Хотя они уже решили распасться после турне в поддержку альбома из-за усталости и разочарования, группа решила рассмотреть предложения, отчасти из-за успехов их коллег Green Day и Jawbox на крупных лейблах. Они встречались с рядом лейблов в течение года, сузив свои возможности до Warner Bros. Records, Capitol Records и DGC. По всей области залива Сан-Франциско распространились слухи о том, что Jawbreaker подписали контракт с мейджор-лейблом, и на концерте 1994 года, где среди зрителей был Билли Джо Армстронг из Green Day, Шварценбах выступил против сплетен о мейджор-лейбле, подтвердив подходы представителей, но пообещав никогда не распродавать билеты. Тем не менее, группа подписала контракт с DGC на сумму в один миллион долларов, отчасти благодаря отношениям, которые у них сложились с представителем A&R Марком Кейтсом, с которым они познакомились во время тура Nirvana. Поклонники и ключевые фигуры в панк-рок-сообществе поспешили осудить группу за этот шаг. В интервью для журнала Panic Button Бена Уизела после тура Nirvana Шварценбах категорически заявил, что Jawbreaker не заинтересованы в подписании контракта с крупным лейблом звукозаписи. В ответ на подписание контракта Уизел отчитал группу в колонке для Maximumrocknroll, сопроводив её фотографией, на которой он ест свою собственную шляпу, что он пообещал сделать, если группа когда-нибудь подпишет контракт с мейджором.

### Dear Youи распад группы (1995—1996 гг.)
Jawbreaker начали записывать свой дебютный альбом на мейджор-лейбле Dear You в феврале 1995 года в студии Fantasy Studios в Беркли, Калифорния, с Робом Кавалло, который годом ранее продюсировал прорывной альбом Green Day Dookie. Сессии записи продолжались два месяца и привели к разочарованию и напряжённости внутри группы, особенно между Бауэрмейстером и Шварценбахом. После недели записи барабанов и бас-гитары Бауэрмейстер и Пфалер практически отсутствовали на остальных сессиях, в то время как Шварценбах продолжал работать над альбомом с Кавалло. «Я даже не пошёл», вспоминал Бауэрмейстер в 2010 году: «Я просто тусовался дома со своей женой. Я уже пытался отделиться от группы, в то время как Блейк становился всё более заметной силой». Имея в своём распоряжении большой бюджет на запись, Шварценбах и Кавалло потратили бо́льшую часть своего времени на то, чтобы улучшить качество записи, сделать вокал и гитару чёткими и вывести их на передний план из микса. По словам Кавалло, «Блейк действительно хотел, чтобы его услышали. Я думаю, он хотел, чтобы его голос был услышан в первый раз. Он также решил петь по-другому. Тогда, что касается меня, я подумал, что этим песням могла бы помочь некоторая точность».

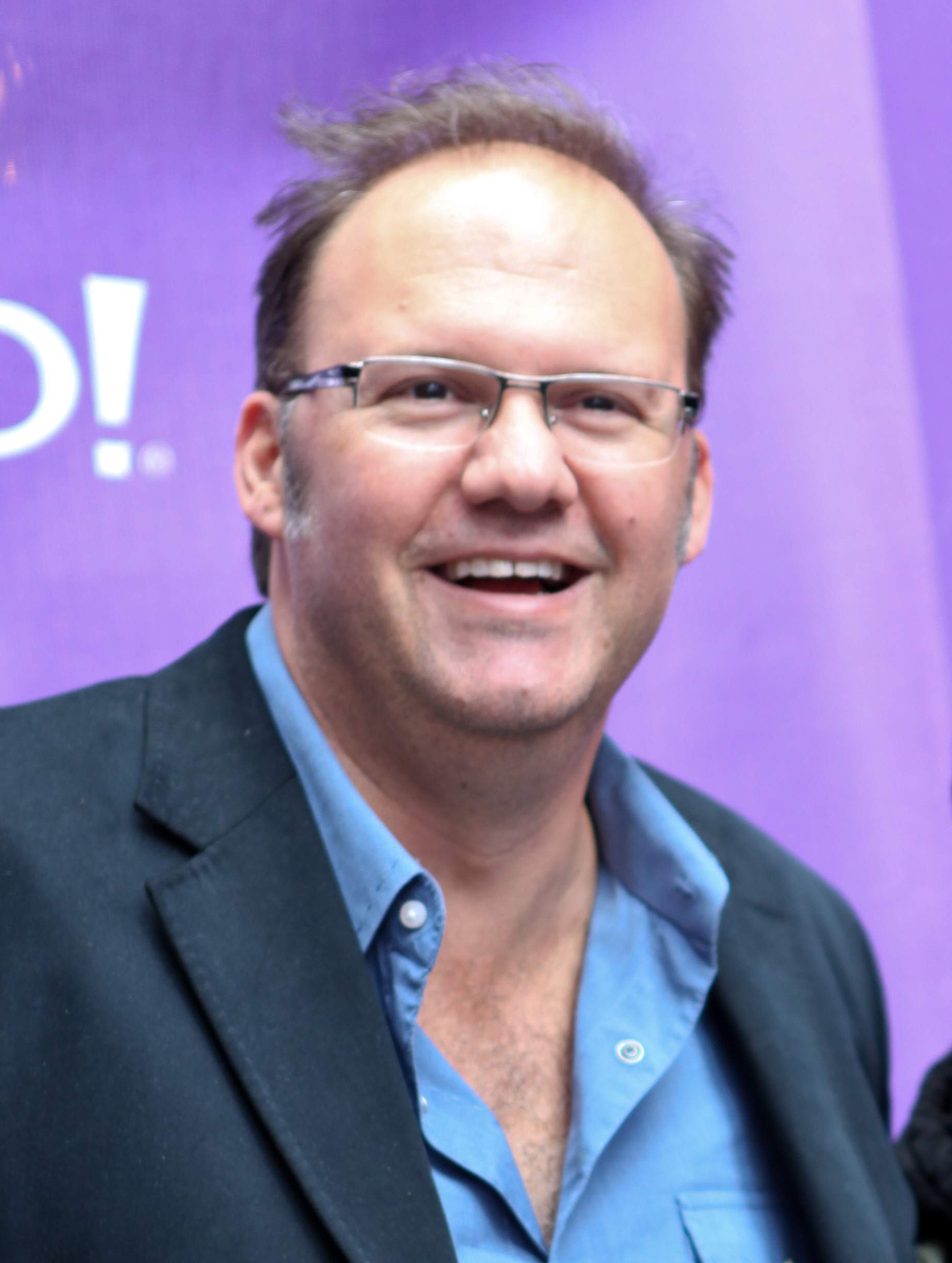
Продюсер Роб Кавалло придал Dear You очень высокую продюсерскую ценность по сравнению с предыдущими альбомами Jawbreaker.

В месяцы, предшествовавшие выходу альбома, ряд музыкальных изданий позиционировали Jawbreaker как следующих звёзд панк-сцены области залива Сан-Франциско, иногда называя их «Green Day думающего человека». Однако, когда Dear You был выпущен в сентябре 1995 года, его безупречное продюсирование и чистый вокал сильно разделили фанатов группы. «Производственная часть Dear You блестела и переливалась», — говорит Гринвальд, — «голос Шварценбаха был отшлифован и приглажен, а песни были мягкими, интроспективными. Реакция была резкой — те, кто доверил Шварценбаху свою эмоциональную жизнь, рассматривал его как оборванного светского священника, на которого можно возложить своё бремя, почувствовали себя преданными». Бен Уизел был настолько недоволен альбомом, особенно звучанием пения Шварценбаха, что написал Пфалеру письмо подробно излагая в нём свои жалобы. Несмотря на ротацию музыкального клипа в поддержку сингла «Fireman», продажи Dear You были низкими, и в США было продано всего 40 000 копий.
Когда группа гастролировала в поддержку альбома, реакция аудитории на новый материал была либо прохладной, либо откровенно негативной. «Я никогда не видел ничего подобного — ни до, ни после», — сказал Кейтс, — «Был момент, когда они были хедлайнерами The Roxy, и там были дети, сидящие на полу спиной к сцене, когда они играли песни из Dear You. Я этого не выдумываю. Если бы вы попытались объяснить это кому-нибудь сейчас, это не имело бы никакого смысла». Jawbreaker продолжили гастролировать в 1996 году, выступив на разогреве у Foo Fighters той весной, но приём публики не улучшился. Серджи Лубкофф из Samiam называет шоу в «Warfield» в Сан-Франциско поворотным моментом: «Именно тогда я понял, что они определённо собираются распуститься. Это был их родной город; они выпустили пластинку на крупном мейджор-лейбле. Но потом ты оглядываешься вокруг, и кажется, что никому нет до этого дела».
Отношения между участниками группы продолжали ухудшаться, особенно между Бауэрмейстером и Шварценбахом, которые привыкли путешествовать в разных фургонах. Напряжённость достигла апогея в Салеме, штат Орегон, кульминацией которой стала драка на кулаках между этими двумя, которая вылилась из фургона на тротуар. «Я помню, как только что назвал Блейка „грёбаной примадонной“ и „тупым сукиным сыном, который думает, что всё дело в нём“. Просто выплеснул всё это наружу», — говорит Бауэрмейстер, — «это определённо вбило клин между нами». По возвращении в Сан-Франциско группа созвала собрание и решила распасться, хотя Пфалер сопротивлялся этой идее. Jawbreaker официально объявили о своём распаде 4 июля 1996 года.

### Сторонние проекты после распада Jawbreaker

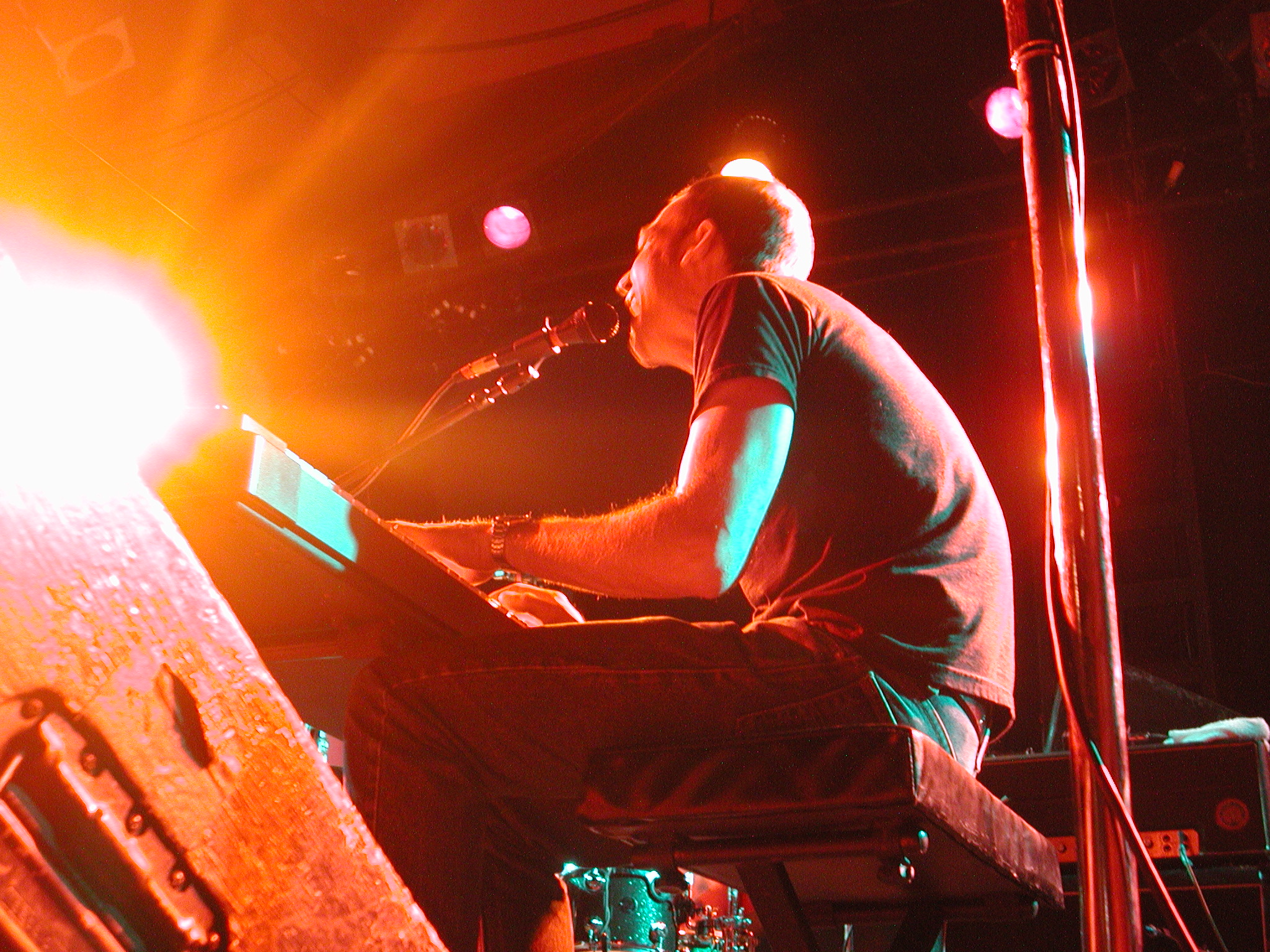
Выступление Шварценбаха в 2001 году в рамках его проекта Jets to Brazil.

После распада группы Шварценбах переехал в Бруклин, где он был диджеем и внештатно писал обзоры видеоигр для веб-сайтов. Он сформировал группу Jets to Brazil и был её фронтменом с 1997 по 2003 год, сочетая влияние брит-попа, фортепианные баллады и суровую лирику. Поклонники и критики, однако, по-прежнему ассоциировали его в первую очередь с Jawbreaker и не очень тепло отнеслись к его новому проекту: «Шварценбаха так обожали за то, что он сделал, что мало кто был готов позволить ему изящно двигаться дальше», — пишет Гринвальд, «Jets to Brazil, хотя и популярный, получил невыразимо язвительные отзывы, кипя от горечи, которую обычно приберегают для изменяющего любовника».
Бауэрмейстер, тем временем, вернулся к своей работе в магазине игрушек, в котором он работал до того, как Jawbreaker начали гастролировать. «Я был в турне, играл перед тысячами людей», — позже заметил он, — «И вот я здесь, работаю продавцом в магазине игрушек. Я был опустошён». В конце концов он вернулся к музыке, присоединившись к чикагской поп-панк-группе Horace Pinker с 1999 по 2001 год, выступив на их мини-альбоме Copper Regret 2000 года, прежде чем сформировать недолговечные Shorebirds и Mutoid Men с Мэтти Джо Канино, бывшим участником Latterman. Бауэрмейстер также записал бас-гитару на EP группы RVIV Bicker & Breathe 2014 года, группой, фронтменом которой также был Канино.
Пфалер остался в районе Мишн в Сан-Франциско, где он открыл видеомагазин «Lost Weekend» вместе с тур-менеджером Jawbreaker Кристи Колкордом. Он играл в J Church со старым соседом Бауэрмейстера по комнате Лэнсом Ханом с 1998 по 2002 год, затем в Whysall Lane до 2006 года. Он продолжал выпускать материал Jawbreaker на своём лейбле Blackball Records, выпустив концертный альбом Live 4/30/96 в 1999 году и альбом-компиляцию Etc. в 2002 году. В 2004 году он лицензировал издательские права на Dear You, который стал предметом коллекционирования, вышедшим из печати, и часто продавался более чем в два раза дороже розничной цены на онлайн—аукционах, у материнской компании DGC Geffen Records, и переиздал его к положительному критическому отклику.
В августе 2007 года кинематографисты Кит Шиерон и Тим Ирвин начали работу над документальным фильмом о Jawbreaker, ранее сняв документальный фильм про группу Minutemen 2005 года — «We Jam Econo». Всех трёх участников группы убедили принять участие в фильме, и они встретились на студии в Сан-Франциско, впервые за одиннадцать лет собравшись все вместе. «Пару лет назад я начал по-настоящему приятно проводить время с воспоминаниями о Jawbreaker», — сказал Шварценбах. — «Я просто подумал: „Это хорошо, люди наконец-то это поняли“. Это было приятно. Так что я был доволен этой идеей. Я хотел это сделать». Бауэрмейстер не был уверен в том, что снова увидит Шварценбаха, но заявил, что «был момент, когда я понял, что моё негодование было вызвано не столько Блейком, сколько тем, что он стал олицетворять в моём сознании. Так я ему и сказал». Создатели фильма установили в студии необходимые инструменты и оборудование и пригласили группу сыграть, что они и сделали, исполнив песни «Bivouac», «Condition Oakland» и «Parabola». Выступление было снято, и через звуковую панель была сделана аудиозапись, но группа решила не снимать сессию «как из уважения к святости момента, так и из страха, что мы облажаемся». В феврале 2011 года Широн и Ирвин сняли кадры из Лос-Анджелеса, включая интервью с Джоном Лю и бывшим тур-менеджером группы Энтони «Нино» Ньюманом. Ходили разговоры о воссоединении группы с продюсером Dear You Робом Кавалло, но этого не произошло. Бауэрмейстер и Шварценбах некоторое время после съёмок в Сан-Франциско больше не разговаривали. Пфалер упомянул в обновлении официального аккаунта группы в Твиттере в мае 2015 года, что он «только что встречался с Китом Шиероном по поводу документального фильма о Jawbreaker. Мы проводим собеседования с редакторами, чтобы разобраться в этом дальше».
Шварценбах некоторое время преподавал английский язык в Хантер-колледже в Нью-Йорке и с 2008 по 2009 годы. В настоящее время он играет в группе forgetters. Бауэрмейстер живёт в Олимпии, штат Вашингтон, и выступает в Mutoid Men. Пфалер по-прежнему проживает в Сан-Франциско, где он продолжает выпускать «Lost Weekend Video» и переиздавать материал Jawbreaker на Blackball Records; в 2010 году он выпустил ремастированную версию Unfun и планирует ремастировать и переиздавайте Bivouac и 24 Hour Revenge Therapy в течение следующих нескольких лет.
Я уже много раз говорил это раньше: я физически не чувствую себя способным сделать это. Я не думаю, что смог бы спеть эти песни, и я думаю, что попытка сделать это оказала бы "медвежью услугу" памяти группы. Я тоже не злорадствую по поводу того, что оказался в таком положении. Это не похоже на: "О, я могу занять высокую моральную позицию". На самом деле, мне "грустно" из-за этого.
Ходили слухи о воссоединении Jawbreaker, но участники группы постоянно опровергали их. Пфалер сказал, что он «сделал бы это в мгновение ока», в то время как Бауэрмейстер согласился, что «Адам и я сделали бы это в сразу же. Но я не думаю, что Блейк и близко готов к этому». Со своей стороны, Шварценбах заявил, что он не чувствует себя физически способным петь песни и отдавать им должное: «Если бы я чувствовал, что нахожусь в достаточно хорошем месте, я думаю, мы могли бы по-настоящему повеселиться и провести успешный тур. Мы также могли бы оплатить множество счётов, что было бы чрезвычайно полезно. Но это всегда одна и та же история. Что-то, чёрт возьми, сломалось во мне, так что, когда это звучит так: „Многие люди хотят тебя услышать“, я просто думаю: „Ну, я не хочу этого делать“».

### Воссоединение и возможный пятый студийный альбом (2017 — наши дни)
19 апреля 2017 года было объявлено, что Jawbreaker воссоединятся в качестве хедлайнеров финальной ночи Riot Fest в сентябре 2017. Хотя выступление на Riot Fest изначально было анонсировано как одноразовое реюнион-шоу, Jawbreaker выступили вместе впервые за 21 год в Ivy Room в Олбани 3 августа 2017 года, и открывали Monsula; это был частный концерт, на котором присутствовали в основном друзья группы. Они отыграли своё второе реюнион-шоу на The Rickshaw Stop в Сан-Франциско 12 августа 2017 года. 28 ноября 2017 года Jawbreaker отыграли своё первое шоу после Riot Fest в Olympia Film Society в пользу продовольственного банка округа Тёрстон.
Приуроченная к воссоединению группы премьера документального фильма «Don’t Break Down: A Film About Jawbreaker», над которым давно работали, состоялась 11 августа 2017 года в Сан-Франциско, а 31 августа был показан в кинотеатре Nitehawk в Нью-Йорке. В ночь показа документального фильма фронтмен Блейк Шварценбах принял участие в сессии вопросов и ответов, где он намекнул на дополнительные шоу и добавил, что «вероятность нью-йоркского шоу составляет 95 %». Он объяснил: «Если нас не сожгут заживо в Чикаго, мы хотим сделать больше, и не нужно, чтобы люди выбирали это место назначения и платили кучу денег, чтобы увидеть нас». Шварценбах также заявил, что Jawbreaker «пытались» написать новый материал. Также приуроченное к воссоединению первое демо Jawbreaker 1989 года было ремастировано и сведено ремиксами, а также переиздано на их странице в Bandcamp.

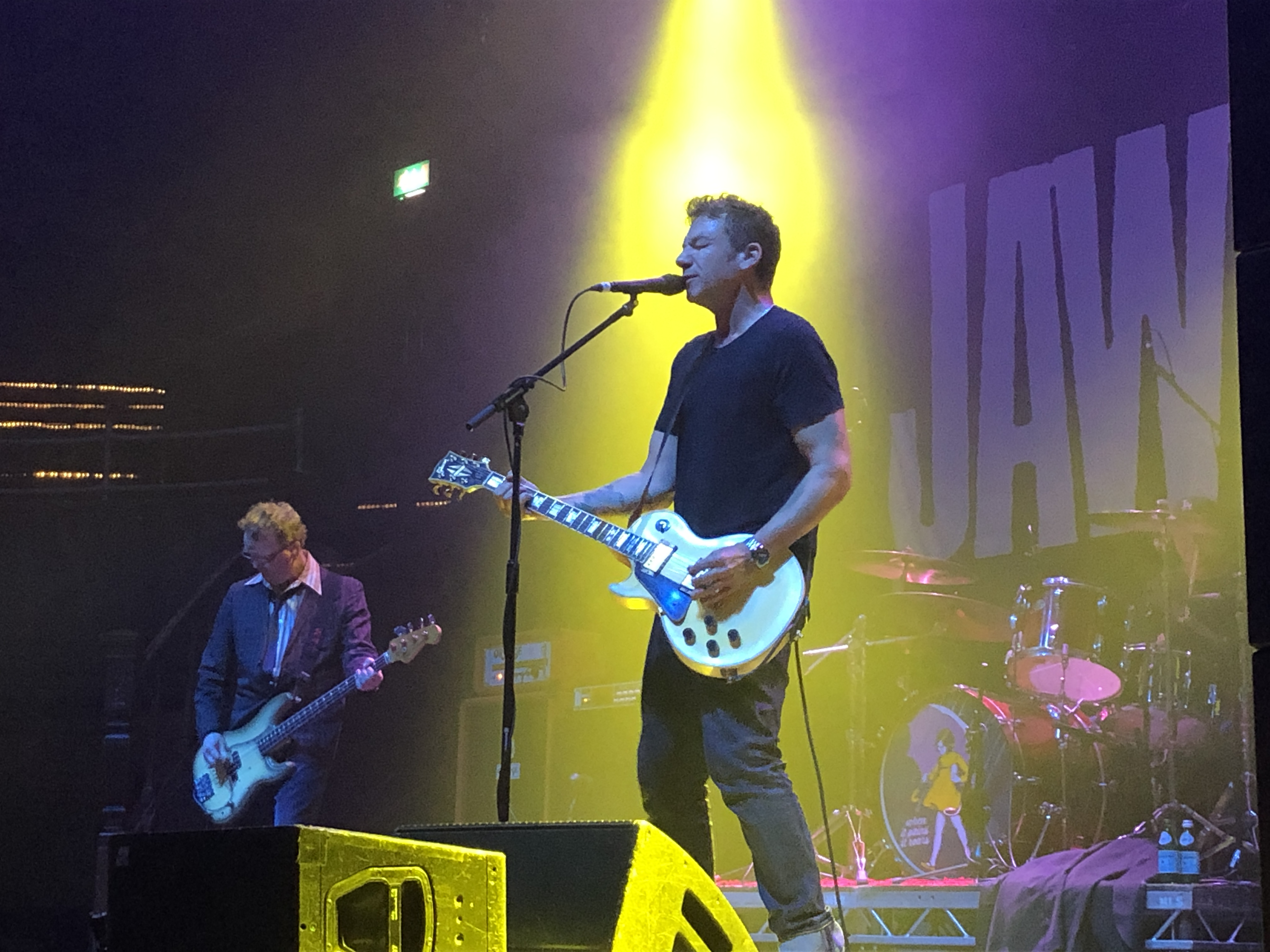
Выступление Jawbreaker в Альберт-холле в Манчестере, 2019 год

9 января 2018 года группа объявила о серии аншлаговых концертов. В январе группа отыграла два концерта в Сан-Франциско, три концерта в Brooklyn Steel в феврале (это были их первые концерты в Нью-Йорке за 25 лет), а в марте — два концерта в Hollywood Palladium (их первые концерты в Лос-Анджелесе за 22 года). В июле они выступали в Остине, штат Техас, с группами Lemuria и A Giant Dog. Группа отыграла 2 ночи в Портленде, штат Орегон, в Crystal Ballroom с Swearin' и 3 ночи в их родном Сан-Франциско в The Fillmore с Street Eaters и Dirty Denim в августе и октябре соответственно. 4 ноября группа отыграла аншлаговое шоу в Aragon Ballroom в Чикаго с участием Naked Raygun и Smoking Popes.
В интервью подкасту Going Off Track в марте 2018 года Шварценбах подтвердил, что летом Jawbreaker будут работать над тем, что может вылиться в первый альбом группы после Dear You 1995 года. Он объяснил: «Наше лето будет посвящено попыткам писать, джемовать. Что мы действительно хотим сделать, так это просто поиграть и посмотреть, что получится. Следующий месяц я проведу, сочиняя дома, а затем мы соберёмся в Сан-Франциско, отправимся в студию и посмотрим, что получится». Шварценбах также отметил, что альбом будет в бо́льшей степени обязан Bivouac.
Jawbreaker были одними из хедлайнеров музыкального фестиваля Upstream Music Festival в Сиэтле 2 июня 2018 года, где они впервые за 22 года исполнили песню «Shield Your Eyes», первую песню, которую группа когда-либо писала с Шварценбахом на вокале, и вступительную песню на Bivouac. Группа также анонсировала несколько концертов в Портленде, Остине, Кони-Айленде и Асбери-Парке.
Во время трехдневной резиденции в The Fillmore в октябре 2018 года в Сан-Франциско группа исполнила «Gemini» — песню, написанную в период между выходом Dear You и их роспуском, которая так и не была официально записана, и дебютировала «Black Art», новой аранжировкой неизданной песни предыдущей группы Шварценбаха The Thorns of Life.
В январе 2019 года группа объявила о своём первом за 23 года туре, который начнётся в Бостоне 22 марта и закончится в Нью-Джерси 30 марта. Группа также анонсировала летние выступления в Groezrock, на Западном побережье в рамках тура Warped, Primavera Sound и выступление в Англии в лондонском Shepherd’s Bush Empire и манчестерском Альберт-холле. Во время части вопросов и ответов во время показа их документального фильма «Don’t Break Down» в кинотеатре Nitehawk в Бруклине 25 марта группа заявила, что они обдумывали идею выпустить новый сингл (7") в ближайшем будущем, однако работа над ним продвигалась медленно, поскольку Бауэрмейстер живёт в Олимпии, штат Вашингтон, Пфалер живёт в Сан-Франциско, а Шварценбах проживает в Бруклине. Группа отправилась в своё первое за 25 лет европейское турне при поддержке Beach Slang в апреле 2019 года, которое завершилось 31 мая в Барселоне.

## Музыка, тексты песен и влияние
Жалобы Шварценбаха была его публичной пыткой. В его текстах чувствовались горечь и разочарование, которые были одновременно универсальными и притягательными. Шварценбах был поэтом-лауреатом премии "неряшливый белый мужчина, испытывающий тревогу" и, выражая свои мысли в собственных непостижимых метафорах, он задал формулу для групп, которым предстояло следовать в течение следующего десятилетия.
Многие тексты Шварценбаха были основаны на его конкретных проблемах, часто взятых непосредственно из его дневника. Этот акцент на личных, сиюминутных вопросах в сочетании с описательными образами и выбором слов привлёк слушателей к Шварценбаху и сделал его культовым идолом в кругах рок-н-ролла. «Тогда внимание привлекал автор песен», — пишет Гринвальд в книге «Nothing Feels Good: Punk Rock, Teenagers, and Emo», — «слушателям нравилась не песня, а певец». Тур-менеджер Jawbreaker Кристи Колкорд вспоминает, что «Большинство фанатов крутились вокруг Блейка, потому что он был для них чем-то вроде поэта. Это были все те люди, которые действительно хотели, чтобы их разбитое сердце было подтверждено кем—то, кто мог бы понять — или хотел выпить с ними виски». Обожествление Шварценбаха стало описываться как «культ Блейка». По словам рок-критика Криса Райана, «с точки зрения современной музыки, с культом Блейка, вероятно, может сравниться только культ Моррисси».

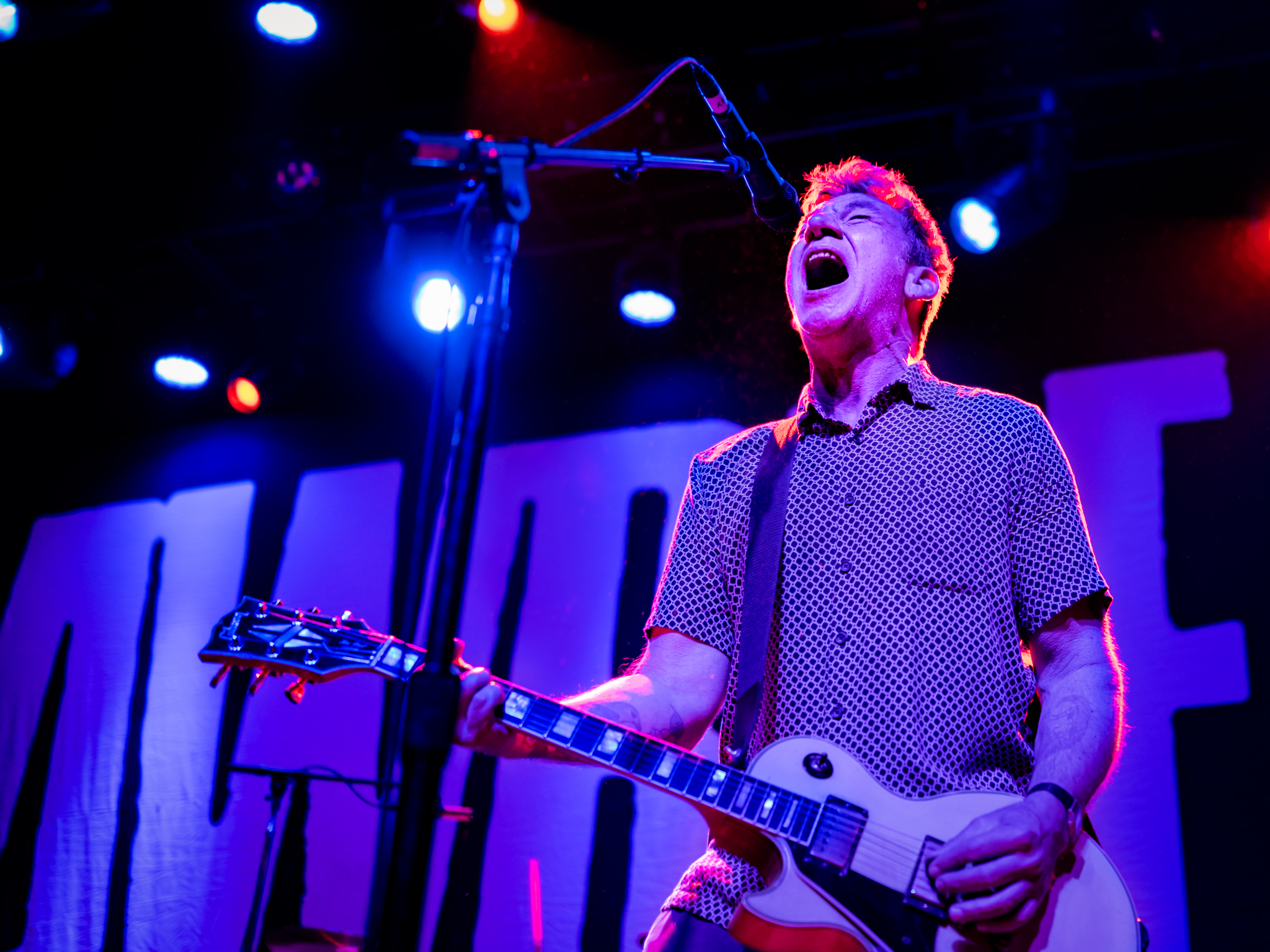
Блейк Шварценбах из Jawbreaker в Fillmore в Сан-Франциско в 2022 году.

Перед выпуском Bivouac Jawbreaker записали песню «Kiss the Bottle» для тематического сборника виниловых синглов Mission District под названием 17 Reasons: The Mission District. Это была последняя песня, которую они записали перед операцией на горле Шварценбаха, и его вокал на записи неровный и сдавленный. Гринвальд описывает трек как «одну из оригинальных и самых любимых песен Jawbreaker», называя её «вязкой и взбалтывающей, гимном рабочего класса с твёрдым пролетарским сердцем». С текстом, описывающим пару пьяниц возле винного магазина в районе Мишн, «„Kiss the Bottle“ больше, чем любая другая песня, отражает чувственный мальчишеский мачизм, который привлекал (и продолжает привлекать) слушателей мужского пола к алтарю Шварценбаха. Благодаря вымышленному сюжету „Kiss the Bottle“ функционирует как песня в стиле кантри: эмоциональное воздействие усиливается за счёт специфики, а не уменьшается. „Kiss the Bottle“ — это Керуак, это Буковски. Это очарование впадать в отчаяние, совершать неправильные поступки и, по крайней мере, преуспевать в этом». Песня была названа любимой и оказавшей влияние Джимом Уордом из At the Drive-In и Sparta, а также Роном Ричардсом, редактором успешного журнала Muddle.
Jawbreaker оказали значительное влияние на жанр мидвест-эмо, и на многочисленные группы, такие как The Get Up Kids, Braid, Jejune и Texas Is the Reason; они называют группу самой влиятельной или своим личным фаворитом.
Общественный интерес к Jawbreaker возрос в годы, последовавшие за их распадом, отчасти из-за того, что такие группы, как Fall Out Boy и My Chemical Romance, возглавляющие чарты, публично ссылались на Jawbreaker как повлиявшие на их творчество. В 2003 году лейбл Dying Wish Records выпустил трибьют-альбом Bad Scene, Everyone's Fault: Jawbreaker Tribute, в который вошли 18 исполнителей, включая Fall Out Boy, Bayside, Face to Face и Sparta, исполняющих кавер-версии песен Jawbreaker. Jawbreaker показаны в документальном фильме 2017 года «Turn It Around: The Story of East Bay Punk».
Их музыкальный стиль был в первую очередь описан как панк-рок, и участники группы идентифицировали себя как таковой. Их звучание также было отнесено к поджанрам панка, таким как поп-панк, эмо и хардкор-панк. Шварценбах заявил, что Jawbreaker экспериментировали с более тяжёлыми панк-стилями на ранних этапах существования группы.

## Участники группы
- Блейк Шварценбах — вокал, гитара
- Крис Бауэрмейстер — бас-гитара
- Адам Пфалер — ударные

## Дискография
- Unfun (1990 г.)
- Bivouac (1992 г.)
- 24 Hour Revenge Therapy (1994 г.)
- Dear You (1995 г.)